# Die erste Fahrt zum Mond
Die erste Fahrt zum Mond (Originaltitel: First Men in the Moon) ist eine britische H.-G.-Wells-Verfilmung von Nathan Juran aus dem Jahr 1964.

## Handlung
Drei Astronauten – ein Amerikaner, ein Russe und ein Brite – landen als erste Menschen auf dem Mond. Doch zu ihrem Erstaunen entdecken sie eine britische Flagge und ein Dokument aus dem Jahr 1899. Die UNO sucht daraufhin Arnold Bedford, dessen Name auf dem Dokument stand. Die Leute von der UNO finden den Mann in einem Altersheim in England. Er wird wegen seiner Geschichten von einer Reise zum Mond für verrückt gehalten.
Diesmal erzählt er die Geschichte den Offiziellen: Der Schriftsteller Arnold Bedford zieht mit seiner Verlobten Kate in das Haus einer Verwandten. Die beiden lernen Professor Joseph Cavor kennen. Arnold und Joseph freunden sich an und beginnen nun, gemeinsam zu forschen. Der Professor hat ein Element zur Aufhebung der Schwerkraft entdeckt. Mit einer Art Salbe bestrichen, kann jeder Gegenstand nun die Schwerkraft überwinden. Zudem hat er eine Kapsel entworfen, die ihn zum Mond bringen soll. Der verschuldete Arnold will den Professor begleiten. Kate gerät kurz vor dem Start in die Kapsel und ist unfreiwillig mit dabei. Der Start, der Flug und auch die Landung verlaufen ohne Probleme. Auf dem Mond entdecken sie eine hochentwickelte insektenähnliche Spezies, die Seleniten. Im Professor erwacht wieder der Forscherdrang, während sich Arnold bedroht fühlt und versucht, sich zu bewaffnen. Arnold und Kate können schließlich den Mond verlassen, der Professor bleibt freiwillig zurück.
Die Astronauten entdecken nun eine weitere Überraschung auf dem Mond. Die unterirdischen Gewölbe stürzen beim Betreten ein. Die Astronauten können sich gerade noch retten. Die Seleniten sind Opfer der Viren geworden, die der Professor mit einem Schnupfen mitbrachte.

## Hintergrund
Peter Finch hatte einen ungenannten Gastauftritt. Beim Besuch der Dreharbeiten sprang er kurzerhand für einen verhinderten Schauspieler ein. Für die Spezialeffekte war Ray Harryhausen verantwortlich, der die Stop-Motion-Elemente nach den Dreharbeiten in den Film einfügte. Die Spezialeffekte wurden mit Dynamation beworben. Es war sein einziger Film im Panavision-Breitwandformat und sein zweiter Science-Fiction-Film nach Fliegende Untertassen greifen an. Harryhausen wollte bereits früher Krieg der Welten von H. G. Wells verfilmen, fand aber keine Geldgeber.
Der Film wurde im Juli 1964 in Großbritannien uraufgeführt. In Deutschland kam er am 11. Dezember 1964 in die Kinos, in Österreich im Januar 1965. Columbia Pictures beendete danach die seit 1955 bestehende Zusammenarbeit mit Harryhausen. Die vier Produktionen ab 1960 boten zwar gute Spezialeffekte, wurden jedoch keine Kassenerfolge.

## Kritiken
„Die phantastische Geschichte eines Mondflugs im Jahre 1899, nach einem Roman von H. G. Wells nicht ohne humoristische Züge in Szene gesetzt“, meinte das Lexikon des internationalen Films. Der Film sei im Großen und Ganzen „[p]assable Unterhaltung“. Für den Evangelischen Filmbeobachter war der Science-Fiction-Film „nett, humorvoll, gepflegt, aber unnützerweise mit einer Problematik (ethisches Verhalten von Erd- und Mondbewohnern) befrachtet, die keineswegs bewältigt wurde“.

## Synchronisation
Die deutsche Synchronfassung entstand 1964 bei der Elite Film Franz Schroeder GmbH Berlin unter der Synchronregie und nach dem Dialogbuch von Peter Elsholtz.
| Rolle          | Darsteller      | Synchronsprecher  |
| -------------- | --------------- | ----------------- |
| Arnold Bedford | Edward Judd     | Michael Chevalier |
| Kate           | Martha Hyer     | Ingeborg Wellmann |
| Prof. Cavor    | Lionel Jeffries | Klaus W. Krause   |
| Dymschurch     | Miles Malleson  | Martin Hirthe     |
| Stuart         | Norman Bird     | Joachim Pukaß     |
| Pflegerin      | Gladys Henson   | Agnes Windeck     |